# Waalse Pijl 1980
De 44e editie van de Waalse Pijl (ook wel bekend als La Flèche Wallonne) werd gehouden op donderdag 17 april 1980. Het parcours had een lengte van 248 kilometer. De start lag in Bergen en de finish was in Spa. Van de 209 gestarte renners bereikten slechts 47 coureurs de eindstreep.
De Zweedse koploper Sven-Åke Nilsson werd vijf kilometer voor de aankomst achterhaald door Giuseppe Saronni na een inhaalrace van bijna twintig kilometer. Samen reden ze naar de eindstreep in Spa waar de Italiaan de sprint won. Het was de eerste klassieke overwinning voor de 22-jarige Saronni.

## Uitslag
| Waalse Pijl 1980 |                          |                             |          |
| Plaats           | Naam                     | Ploeg                       | Tijd     |
| Winnaar          | Giuseppe Saronni         | Gis Gelati-Colnago          | 6u29'00" |
| 2                | Sven-Åke Nilsson         | Miko-Mercier-Vivagel        | + 2"     |
| 3                | Bernard Hinault          | Renault-Gitane-Campagnolo   | + 1'40"  |
| 4                | Guido Van Calster        | Splendor-Admiral-TV Ekspres | z.t.     |
| 5                | Jean-René Bernaudeau     | Renault-Gitane-Campagnolo   | z.t.     |
| 6                | Henk Lubberding          | TI-Raleigh-Creda            | z.t.     |
| 7                | Hennie Kuiper            | Peugeot-Esso-Michelin       | z.t.     |
| 8                | Jo Maas                  | DAF Trucks-Lejeune-PZ       | z.t.     |
| 9                | Gianbattista Baronchelli | Bianchi-Piaggio             | z.t.     |
| 10               | Joop Zoetemelk           | TI-Raleigh-Creda            | z.t.     |

1936 · 1937 · 1938 · 1939 · 1940 · 1941 · 1942 · 1943 · 1944 · 1945 · 1946 · 1947 · 1948 · 1949 · 1950 · 1951 · 1952 · 1953 · 1954 · 1955 · 1956 · 1957 · 1958 · 1959 · 1960 · 1961 · 1962 · 1963 · 1964 · 1965 · 1966 · 1967 · 1968 · 1969 · 1970 · 1971 · 1972 · 1973 · 1974 · 1975 · 1976 · 1977 · 1978 · 1979 · 1980 · 1981 · 1982 · 1983 · 1984 · 1985 · 1986 · 1987 · 1988 · 1989 · 1990 · 1991 · 1992 · 1993 · 1994 · 1995 · 1996 · 1997 · 1998 · 1999 · 2000 · 2001 · 2002 · 2003 · 2004 · 2005 · 2006 · 2007 · 2008 · 2009 · 2010 · 2011 · 2012 · 2013 · 2014 · 2015 · 2016 · 2017 · 2018 · 2019 · 2020 · 2021 · 2022 · 2023 · 2024
Lijst van beklimmingen